# Frasne-les-Meulières
Frasne-les-Meulières – miejscowość i gmina we Francji, w regionie Burgundia-Franche-Comté, w departamencie Jura.
Według danych na rok 1990 gminę zamieszkiwało 96 osób, a gęstość zaludnienia wynosiła 20 osób/km² (wśród 1786 gmin Franche-Comté, Frasne-les-Meulières plasuje się na 647. miejscu pod względem liczby ludności, natomiast pod względem powierzchni na miejscu 820.).